# Université de Strathclyde
L'université de Strathclyde fut fondée en 1796 comme une institution « d'apprentissage utile ». Elle est située à Glasgow, en Écosse, et est réputée pour sa formation d'ingénieurs ainsi que pour son école de commerce. Elle doit son nom au royaume de Strathclyde, qui s'étendait sur la région de Glasgow.

## Organisation
Les départements de l'université sont répartis entre 4 facultés: 
- Humanities and Social Sciences
- Engineering (Ingénierie)
- Science (sciences fondamentales)
- Strathclyde Business School (école de commerce)

L'université délivre des enseignements à plus de 25 000 étudiants à temps plein et à temps partiel.
Le campus principal de l'université est situé au cœur de Glasgow, à côté de George Square. Un autre campus existe dans la banlieue de Jordanhill.

## Relations internationales
L'université est membre de l’Université de l'Arctique. UArctic est un réseau international d’universités, d’instituts de recherche et d’organisations ayant pour but de promouvoir, coordonner et soutenir la recherche ainsi que l’éducation en régions arctiques.